# Tercer cel
En el judaisme, l'islam i l'Església de Jesucrist dels Sants dels Últims Dies, el Tercer Cel és una divisió del Cel en cosmologia religiosa. En algunes tradicions es considera la morada de Déu, i en d'altres un nivell més baix de Paradís, comunament una de les set.

## Judaisme
Els primers llibres del Tanakh fan referència al cel (heb. Shamayim), però no un Tercer Cel o un nombre específic de cels. El cel s'esmenta diverses vegades al primer capítol del Gènesi. Apareix al primer vers com una creació de Déu. La seva divisió de la llum de la foscor als versos 4 i 5 s'ha interpretat com la separació del cel en dues seccions: el dia (el tron de Déu) i la nit (on es troba el nostre univers). Al versicle 8 el cel fa referència a l'atmosfera sobre la terra en què volen els ocells, i al vers 14 és l'escenari de les llums celestials, identificades posteriorment (vers 16) com el sol, la lluna i les estrelles.
Un tercer concepte del cel, també anomenat shamayi h'shamayim (שׁמי השׁמים, ‘Cel dels cels’), s'esmenta en passatges com Gènesi 28:12, Deuteronomi 10:14 i 1 Reis 8:27 com un regne clarament espiritual que conté (o ser viatjat per) àngels i Déu.
L'ambigüitat del terme shamayim a la Bíblia hebrea, i el fet que sigui una paraula plural, donen al «cel» diverses interpretacions sobre la seva naturalesa, sobretot l'ascensió del profeta Elies.
Al Segon Llibre d'Enoc, que no és canònic, es descriu el Tercer Cel com una ubicació «entre la corruptibilitat i la incorruptibilitat» que conté l' Arbre de la Vida, «sobre el qual descansa el Senyor, quan puja al paradís» (capítol 8). Dues fonts del Tercer Cel, una de llet i l'altra de mel, junt amb dues altres de vi i oli, desemboquen al jardí de l'Edèn. (vers 6) En contrast amb el concepte comú de Paradís, el Segon Llibre d'Enoc també el descriu com «un lloc molt terrible» per a qui fa malament, amb «tota mena de tortures» infligides per àngels sense pietat a «aquells que deshonren Déu, que a la terra practica el pecat contra la natura », inclosos els sodomites, els bruixots, els encantadors, les bruixes, els orgullosos, els lladres, els mentiders i els culpables d'altres violacions (capítol 10).
A la versió eslava de l' Apocalipsi grec de Baruch, també conegut com a 3 Baruch, es mostra a l'autor un fènix i es diu que un drac que hi resideix menja els cossos dels «que han passat la vida en el mal».
A Les llegendes dels jueus de Louis Ginzberg, es diu que aquesta tercera divisió del Paradís és, igual que les altres sis, «dotze infinitats de quilòmetres d'amplada i dotze milles de quilòmetres de longitud», construïdes amb plata i or i que contenen «el millor de tot el que hi ha al cel».

### Residents
A part dels redimits, els transgressors i diversos àngels esmentats a la Bíblia i a la literatura hebrea, es menciona una sèrie de figures i esperits específics que resideixen al Tercer Cel. Segons Les llegendes dels jueus de Louis Ginzberg, aquestes inclouen:
- Abraham
- Isaac
- Jacob
- Moisès
- Aaron
- Azrael
- els israelites de l' Èxode
- els reis de Judà (sobretot David, però "amb l'excepció de Manassès, fill d'Ezequies, que presideix la segona divisió sobre els penitents")

## Cristianisme

### Nou Testament
A la Segona carta als Corintis, l'apòstol Pau escriu: «Conec una persona en Crist que fa catorze anys va ser atrapada al tercer cel, no sé en el cos o fora del cos; Déu ho sap. I sé que tal persona, ja sigui al cos o fora del cos, no ho sé; Déu sap-va ser arrabassat el paradís i va sentir coses que no es que se'ls digui, que cap mortal es permet a repetir.» Segons E.W. Bullinger, el grec diu que «atrapat», «no atrapat» possiblement reflecteix les creences jueves que el paradís era un lloc diferent del cel més alt.
Les idees sobre el sistema de «cels» que mantenen els jueus i els cristians a les comunitats del segle I també són evidents al Segon llibre no canònic d'Enoc (vegeu la secció anterior).

### Apòcrifs del Nou Testament
Segons l'Apocalipsi de Jaume, Joan Baptista habita al Tercer Cel.

### L'Església de Jesucrist dels Sants dels Darrers Dies
La santa teologia dels darrers dies interpreta que el Tercer Cel és el Regne Celestial, el més alt dels tres graus de glòria recompensats per Déu després de la resurrecció i el judici final.

## Islam
Segons la tradició islàmica, el Miraj o Ascensió als cels de Mahoma incloïa l'admissió al Tercer Cel per part de l'àngel Gabriel, en la qual va conèixer a Josep, que el va rebre cordialment. La tradició islàmica també situa Azrael, l'àngel de la mort, al Tercer Cel. El tercer cel es representa com construït amb perles i/o altres metalls lluminosos.
D'acord amb les fonts xiïtes, el tercer cel du el nom de Marum (àrab: ماروم, Mārūm).